# Династия (сезон 7)
Седьмой сезон американского прайм-тайм сериала (англ. "Dynasty" ), транслировавшегося на канале ABC почти 9 лет. В центре сюжета Кэррингтоны - состоятельная семья, владеющая нефтяным бизнесом и живущая в Денвере, штат Колорадо.
«Династия», 7 сезон, выходил в эфире канала ABC с 22 сентября 1986  года по 29 апреля 1987 года. 
Рейтинг седьмого сезона был провальным: он не попал в топ-20 самых рейтинговых телешоу, заняв лишь 24-е место .

## В ролях

### Основной состав
- Джон Форсайт — Блейк Кэррингтон
- Линда Эванс — Кристал Кэррингтон
- Джоан Коллинз — Алексис Моррэлл Кэррингтон Колби Дэкстер
- Джек Колман — Стивен Кэррингтон
- Гордон Томсон — Адам Кэррингтон
- Джон Джеймс — Джефф Колби
- Хизер Локлер — Саманта Джозефина "Сэмми Джо" Дин Кэррингтон Риз
- Дайан Кэрролл — Доминик Деверо
- Майкл Нэйдер — Декс Декстер
- Карен Челлини — Аманда Бэлфорд Кэррингтон
- Эмма Сэмс - Фэллон Кэррингтон Колби

### Приглашённые звёзды
- Тэд Макгинли - Клэй Фэллмон
- Вэйн Нортроп - Майкл Калхейн
- Кристофер Кэйзенов - Бэн Кэррингтон
- Трой Бэер - Жаклин "Джеки" Деверо
- Вирджиния Хаукинс - Джэннет
- Чарлтон Хестон - Джэйсон Колби
- Стефани Бичэм — Сэйбл Колби
- Максвелл Колфилд — Майлз Колби
- Кэйт О'Мара - Кассандра Моррэлл/Кэррисс
- Кен Говард — Гарретт Бойдстон
- Кевин Конрой — Барт Фэллмон
- Пэт Кроули - Эмили Фэллмон

## Описание эпизодов
| № | №  | Оригинальное название / Перевод на русском языке             | Режиссёр        | Сценарист        | Премьера в США   |
| --- | -- | ------------------------------------------------------------ | --------------- | ---------------- | ---------------- |
| 147 | 1  | «The Victory / Победа»                                       | Дон Медфорд     | Эдвард Дэ Блазио | 24 сентября 1986 |
| Бывший шофер Блэйка, Майкл Калхейн спасает Аманду из сгорающего ЛяМираж (Аманду уже играет Карен Челлини. Отель полностью сгорает и Клаудия умирает в огне. После того как Блэйка и Кристл выгнали из особняка Carrington, Алексис и Бен празднуют свое новоселье. Адам опустошен известием о смерти Клавдии и приходит за утешением к отцу. Аманда просит Блэйка устроить ее к себе на работу, он соглашается взять ее в PR-отдел и первым заданием дает разыскать ее спасителя; вскоре она приводит к Блэйку Майкла Калхейна. Доминик отменяет свадьбу с Гарретом, но позволяет дочери видеться с ним. Человек, потерявший в пожаре свою жену обвиняет Блэйка в ее убийстве, это снимают журналисты. Алексис ставит историю на первой странице своей газеты. Майкл просит у таинственного спонсора денег и объявляет, что остается в Денвере, что бы переключится на Аманду; при этом, он вспоминает свои отношения с Фэллон (первый сезон). Бэну звонит таинственная женщина из Австралии. |    |                                                              |                 |                  |                  |
| 147 | 2  | «Sideswiped / Протаранными путями»                           | Гвен Арнер      | Эдвард Дэ Блазио | 1 октября 1986   |
| Алексис в особняке Керрингтонов вспоминает, как Блейк выгнал ее после измены, а потом предлагает кухарке повысить зарплату в обмен за то, чтобы та шпионила за остальными слугами. После повторных публикаций о вине за пожар Блейка, муж погибшей женщины решает мстить ему. По просьбе Аманды Блейк берет Калхейна на работу шофером. Декс предлагает Алексис перекупить ее газету, но она отказывается. Стивен увольняется из Колбико, чтобы помочь отцу. Адам обещает поддержку Стивену и Блейку, но сам переходит на сторону Алексис и начинает работать в Колбико. Декс предлагает Блейку финансовую помощь, но Алексис успевает выкупить контрольный пакет на Денвер Керингтон и увольняет Блейка. Муж погибшей в ЛяМираж женщины сталкивает с дороги в обрыв машину с Калхейном, Блейком и Кристл. Кристл без сознания. |    |                                                              |                 |                  |                  |
| 148 | 3  | «Focus / Фокус»                                              | Неизвестно      | Неизвестно       | 15 октября 1986  |
| 149 | 4  | «Reward / Награда»                                           | Неизвестно      | Неизвестно       | 22 октября 1986  |
| 150 | 5  | «The Arraignment / Предъявление обвинения»                   | Неизвестно      | Неизвестно       | 5 ноября 1986    |
| 151 | 6  | «Romance / Романтика»                                        | Неизвестно      | Неизвестно       | 12 ноября 1986   |
| 152 | 7  | «The Mission / Миссия»                                       | Неизвестно      | Неизвестно       | 19 ноября 1986   |
| 153 | 8  | «The choice / Выбор»                                         | Неизвестно      | Неизвестно       | 26 ноября 1986   |
| 154 | 9  | «The secret / Секрет»                                        | Неизвестно      | Неизвестно       | 3 декабря 1986   |
| 155 | 10 | «The letter / Письмо»                                        | Неизвестно      | Неизвестно       | 10 декабря 1986  |
| 156 | 11 | «The Ball / Мяч»                                             | Неизвестно      | Эдвард Дэ Блазио | 17 декабря 1986  |
| 157 | 12 | «Fear / Страх»                                               | Неизвестно      | Неизвестно       | 31 декабря 1986  |
| 158 | 13 | «The Rig / Буровая установка»                                | Неизвестно      | Неизвестно       | 7 января 1987    |
| 159 | 14 | «A Love Remembered: Part 1 / Любовные воспоминания: Часть 1» | Неизвестно      | Эдвард Дэ Блазио | 14 января 1987   |
| 160 | 15 | «A Love Remembered: Part 2 / Любовные воспоминания: Часть 2» | Ирвинг Джей Мур | Эдвард Дэ Блазио | 21 января 1987   |
| 161 | 16 | «The Portrait/ Портрет»                                      | Неизвестно      | Эдвард Дэ Блазио | 28 января 1987   |
| 162 | 17 | «The Birthday / День рождения»                               | Роберт Ширер    | Неизвестно       | 4 февраля 1987   |
| 163 | 18 | «The Test/ Тест»                                             | Неизвестно      | Неизвестно       | 11 февраля 1987  |
| 164 | 19 | «The Mothers/ Матери»                                        | Ирвинг Джей Мур | Неизвестно       | 25 февраля 1987  |
| 165 | 20 | «The Surgery / Операция»                                     | Неизвестно      | Неизвестно       | 5 марта 1987     |
| 166 | 21 | «The Garage / Гараж»                                         | Неизвестно      | Эдвард Дэ Блазио | 11 марта 1987    |
| 167 | 22 | «The Shower / Душ»                                           | Неизвестно      | Неизвестно       | 18 марта 1987    |
| 168 | 23 | «The Dress / Платье»                                         | Неизвестно      | Неизвестно       | 25 марта 1987    |
| 169 | 24 | «The Valez / Сто'ящие»                                       | Неизвестно      | Неизвестно       | 1 апреля 1987    |
| 170 | 25 | «The Sublet / Субаренда»                                     | Дон Мэдфорд     | Неизвестно       | 8 апреля 1987    |
| 171 | 26 | «The Confession/ Исповедь»                                   | Ирвинг Джей Мур | Неизвестно       | 22 апреля 1987   |
| 172 | 27 | «The Affair / Дело»                                          | Неизвестно      | Неизвестно       | 29 апреля 1987   |
| 173 | 28 | «Shadow play / Игра теней»                                   | Неизвестно      | Неизвестно       | 6 мая 1987       |